# Damaralandia
Damaralandia fue un bantustán situado en África del Sudoeste (actual Namibia), destinado por el gobierno sudafricano del apartheid para constituir una patria (homeland) que albergaría a los miembros de la etnia damara.

## Origen

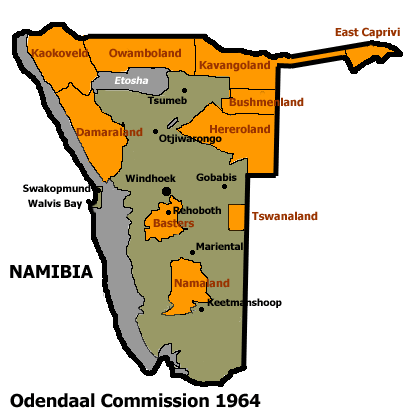
Bantustanes en el territorio de Namibia con Damaralandia al noroeste del país.

Su creación en 1980 fue producto de la "política de desarrollo separado" que el gobierno de Sudáfrica implementó como parte de su sistema de apartheid durante la ocupación y administración de la antigua colonia alemana de África del Sudoeste. La premisa principal detrás de su creación fue la de dedicar un área de territorio reservada exclusivamente para los damara, donde éstos pudieran desarrollarse en forma aislada de las zonas reservadas a los blancos.

## Conformación
La región ocupó un área de 47.990 km 2 y, según el Reporte Odendaal publicado en 1964, contaba con una población de 44.000 habitantes para esa época. En este bantustán el idioma más hablado era el nama (o namagua), un idioma khoisan, que los damara comparten con otros grupos.
La capital administrativa de Damaralandia fue Khorixas (población actual circa 11 000 habitantes). Desde 1980 hasta la disolución de este territorio en 1989, el gobierno local de la región se transmutó por uno coordinado bajo un nuevo sistema de administraciones étnicas para todos los bantustanes.

## Situación actual
Damaralandia, como las restantes nueve patrias en África del Sudoeste, fue abolido en mayo de 1989, al iniciarse la transición hacia la independencia de Namibia.
En la actualidad el territorio de este bantustán forma parte de las regiones administrativas de Namibia llamadas Erongo y Kunene.